# Kherkhan
Kherkhan (in armeno Խերխան?, in azero Xərxan) è una piccola comunità rurale del distretto di Xocavənd, in Azerbaigian, fino al 2024 appartenente alla regione di Martuni nella repubblica dell'Artsakh (precedentemente al 2017 denominata repubblica del Nagorno Karabakh).
Nel 2005 contava poco più di cento abitanti e sorge in zona boscosa, prossima al villaggio di Tsovategh.